# Sjuøyane
Les Sjuøyane, terme norvégien signifiant littéralement « les sept îles », sont un archipel inhabité de Norvège situé dans l'océan Arctique, dans le Nord-Est du Svalbard. Rossøya, l'île la plus septentrionale de l'archipel, constitue le point le plus au nord de la Norvège.
L'archipel est situé au nord de Nordaustlandet,  deuxième île du Svalbard en superficie. Il est composé de trois îles principales, Phippsøya, Martensøya et Parryøya, ainsi que de cinq îlots et rochers qui sont Nelsonøya, Waldenøya, Tavleøya, Vesle Tavleøya et Rossøya. Les Sjuøyane ainsi que ses eaux environnantes sont incluses dans la réserve naturelle de Nordaust-Svalbard.

## Référence
- (no) Cet article est partiellement ou en totalité issu de l’article de Wikipédia en norvégien intitulé « Sjuøyane » (voir la liste des auteurs).